# Dylan O'Brien
Dylan Rhodes O'Brien (New York, 26 augustus 1991) is een Amerikaans acteur. Hij kreeg bij het grote publiek vooral naamsbekendheid door zijn hoofdrol als Stiles Stilinski in Teen Wolf en door zijn rol als Thomas in The Maze Runner, The Scorch Trials en The Death Cure.

## Leven en werk
O'Brien werd geboren als zoon van een actrice en cameraman. Hij groeide op in Springfield Township, voordat hij op twaalfjarige leeftijd naar Hermosa Beach in Californië verhuisde. Hij overwoog sportverslaggever te worden, tot hij een rol kreeg in de MTV-serie Teen Wolf (2011), een serie die losjes gebaseerd is op de gelijknamige film uit 1985.
O'Brien kwam eerst op auditie voor het hoofdpersonage Scott McCall in Teen Wolf. Die hoofdrol ging uiteindelijk naar Tyler Posey. O'Brien zag meer in de rol van Stiles Stilinski, Scotts beste vriend. Daarom deed hij ook voor die rol auditie, en met succes: hij kreeg de rol toegewezen. Vanwege die rol besloot hij om (voorlopig) niet meer naar school te gaan.
O'Brien kreeg een hoofdrol als Thomas in The Maze Runner (2014), een verfilming van het gelijknamige boek van James Dashner. Deze film werd tijdens een onderbreking van Teen Wolf (in de zomer van 2013) opgenomen. O'Brien speelde diezelfde rol ook in de vervolgdelen.
O'Brien heeft daarna nog veel (kleinere) rollen gespeeld. Later in 2019 kwam Weird City uit, in deze serie speelde hij in de eerste aflevering de rol van Stu Maxsome. Verder heeft hij ook de stem van Bumblebee ingesproken voor de film Bumblebee (2018).

## Filmografie

### Film
| Jaar | Titel                              | Rol             | Opmerkingen |
| ---- | ---------------------------------- | --------------- | ----------- |
| 2011 | Charlie Brown: Blockhead's Revenge | Charlie Brown   | Korte film  |
| 2012 | High Road                          | Jimmy           |             |
| 2012 | The First Time                     | Dave Hodgman    | Hoofdrol    |
| 2013 | The Internship                     | Stuart Thwombly |             |
| 2014 | The Maze Runner                    | Thomas          | Hoofdrol    |
| 2015 | Maze Runner: The Scorch Trials     | Thomas          | Hoofdrol    |
| 2016 | Deepwater Horizon                  | Caleb Holloway  |             |
| 2017 | American Assassin                  | Mitch Rapp      | Hoofdrol    |
| 2018 | Maze Runner: The Death Cure        | Thomas          | Hoofdrol    |
| 2018 | Bumblebee                          | Bumblebee       | Stem        |
| 2020 | The Education of Fredrick Fitzell  | Fred            | Hoofdrol    |
| 2020 | Love and Monsters                  | Joel Dawson     | Hoofdrol    |
| 2021 | Infinite                           | Treadway        |             |
| 2021 | All Too Well: The Short Film       | Him             | Korte film  |
| 2022 | The Outfit                         | Richie Boyle    |             |
| 2022 | Not Okay                           | Colin           |             |
| 2023 | Maximum Truth                      | Simon           |             |
| 2024 | Ponyboi                            | Vinnie          |             |
| 2024 | Saturday Night                     | Dan Aykroyd     |             |
| 2024 | Caddo Lake                         | Paris Lang      |             |
| 2025 | Twinless                           | Roman / Rocky   |             |

### Televisie
| Jaar      | Titel           | Rol                | Opmerkingen                  |
| --------- | --------------- | ------------------ | ---------------------------- |
| 2011–2017 | Teen Wolf       | "Stiles" Stilinski | Hoofdrol (92 afleveringen)   |
| 2013      | New Girl        | The Guy            | aflevering "Virgins" (02.23) |
| 2019      | Weird City      | Stu Maxsome        | aflevering "The One"         |
| 2020      | Amazing Stories | Sam Taylor         | aflevering "The Cellar"      |

## Trivia
- O'Brien drumde ook in een band, Slow Kids at Play geheten.